# Bjarne Jensen (fodboldspiller, født 1944)
 Der er flere personer med dette navn, se Bjarne Jensen.
Bjarne "Basse" Jensen (født 11. september 1943/1944) er en dansk tidligere fodboldspiller og fodboldtræner. 
Han spillede angriber i Aalborg Chang og AGF i midten af 1960'erne og derfra skiftede til den skotske klub Greenock Morton. Mens Bjarne Jensen var i Aalborg Chang spillede han også cricket, samt håndbold i IK 1919, og dyrkede boksning i AK Jyden.
Med Greenock Morton nåede Bjarne Jensen både i 1968 og 1969 semifinalerne i den skotske pokalturnering, og i 1968 semifinalen i den skotske Liga Cup. I december 1969 rykkede  Bjarne Jensen til FC Groningen (på det tidspunkt Groningen VAV), hvor han spillede frem til sommeren 1976.
Bjarne Jensen scorede mange mål i Groningen, og han var inde i overvejelserne til landsholdet, da DBU i 1971 for første gang begyndte at udtage professionelle spillere. Jensen kom aldrig til at spille på landsholdet.
Efter at være kommet tilbage til Danmark arbejdede Bjarne Jensen i mere end 20 år som fodboldtræner for en række jyske fodboldklubber, heriblandt Silkeborg IF og Horsens fS.